# Анторно
Анторно (итал. Antorno, Lago di Antorno) — небольшое горное озеро в Доломитовых Альпах на севере Италии. Располагается на территории провинции Беллуно в области Венеция. Исток реки Ансьей, правого притока Пьяве.
Озеро Анторно находится на высоте 1866 м над уровнем моря в горной лесной местности на северо-западе коммуны Ауронцо-ди-Кадоре. Акватория озера простирается на 270 м в направлении север — юг, шириной 80 м. Площадь озера составляет около 2 га. Глубина — 2 м. Протяжённость береговой линии — около 650 м.
Сток из Анторно идёт на юг в более крупное соседнее озеро Мизурина.